# Musée de la Bible A. van den Doel d'Oranjestad
Le musée de la Bible A. van den Doel est un musée situé dans la ville d'Oranjestad, à Aruba.

## Collections
Les collections du musée de la Bible A. van den Doel comprennent d'anciennes bibles, œuvres d'art et autres objets religieux. Il est nommé d'après Anthonie van den Doel.